# Micranisa pteromaloides
Micranisa pteromaloides är en stekelart som först beskrevs av Walker 1871.  Micranisa pteromaloides ingår i släktet Micranisa och familjen fikonsteklar. Inga underarter finns listade i Catalogue of Life.